# ابن الامشاطي
ابن الامشاطي ( 812هـ /1409م - 902 هـ /1496م) هو  محمود بن أحمد بن حسن بن إسماعيل، مظفر الدين، أبو الثناء العيني (العينتابي) الأصل، القاهري الحنفي، المعروف بابن الأمشاطي عالم بالطب وفنون القتال. مولده ووفاته بالقاهرة. تعلم بها. وزار دمشق مرات، وحج، وجاور مدة. وتقدم في الصنائع والفنون، واعتنى بالسباحة ورمي النشاب والرمي بالمدافع. ورابط في بعض الثغور، وسافر للجهاد، واشتغل بالطب، ودرّسه بجامع طولون والمنصورية، واقتصر عليه في أعوامه الأخيرة. وصنف فيه (المنجز في شرح الموجز لابن النفيس ) مجلدان، و (تأسيس الصحة بشرح اللمحة ) لأبو سعيد العفيف، وكتب في الطب (كراسة) يحتاج إليها في السفر، لعلها رسالة (الإسفار في حكم الأسفار ) و (القول السديد في اختيار الإماء والعبيد ) قال السخاوي: (صحبته سفرا وحضرا فما رأيت منه إلا الخير، وبيننا ودّ شديد وإخاء أكيد) . والأمشاطي: جده لأمه، كان يتاجر بالأمشاط.